# The Time (Dirty Bit)
The Time (Dirty Bit) is een nummer van Black Eyed Peas. Het werd uitgebracht als eerste single van het zesde studioalbum The Beginning. Het werd meteen een wereldwijde superhit en bereikte in verschillende landen de nummer 1-positie. In Nederland kwam hij tot nummer 4 in de top 40. Het nummer is gebaseerd op het nummer (I've Had) The Time of My Life, bekend van de film Dirty Dancing uit 1987. De toevoeging '(Dirty Bit)' komt van de filmtitel en de elektronische (bits)muziek tussen de oorspronkelijke tekst.

## Beschrijving
Het nummer begint met Will.i.am, die het refrein zingt, waarbij elektronische bitsmuziek wordt gedraaid. Hierna neemt Fergie het stokje over, en zingt het refrein opnieuw. Als ze haar stuk beëindigt met 'you', wordt haar stem geremixt, waarna er een techno-beat te horen is. Het nummer verandert dan al snel in een dancenummer. Will.i.am rapt en Fergie zingt in het eerste couplet, waarna het refrein opnieuw wordt gezongen door diezelfde leden. Hierna komt die beat weer, en rapt Apl.de.ap het tweede couplet. Hierna zingen Will.i.am en Fergie het refrein twee keer met een beat eronder.
In de videoclip staat Will.i.am in een steegje, waar hij een koptelefoon opzet en het refrein zingt. Halverwege het refrein verandert zijn hoofd in een vierkant tv-scherm waarop Fergie te zien is. Tijdens de coupletten dansen de Peas in een nachtclub.

## Hitnoteringen

### Nederlandse Top 40
| Positie: | 23 | 16 | 11 | 7 | 7 | 7 | 15 | 13 | 4 | 4 | 6 | 9 | 10 | 16 | 23 | 37 | uit |

### NederlandseSingle Top 100
| Hitnotering: 13-11-2010 t/m 14-05-2011 | Hitnotering: 13-11-2010 t/m 14-05-2011 | Hitnotering: 13-11-2010 t/m 14-05-2011 | Hitnotering: 13-11-2010 t/m 14-05-2011 | Hitnotering: 13-11-2010 t/m 14-05-2011 | Hitnotering: 13-11-2010 t/m 14-05-2011 | Hitnotering: 13-11-2010 t/m 14-05-2011 | Hitnotering: 13-11-2010 t/m 14-05-2011 | Hitnotering: 13-11-2010 t/m 14-05-2011 | Hitnotering: 13-11-2010 t/m 14-05-2011 | Hitnotering: 13-11-2010 t/m 14-05-2011 | Hitnotering: 13-11-2010 t/m 14-05-2011 | Hitnotering: 13-11-2010 t/m 14-05-2011 | Hitnotering: 13-11-2010 t/m 14-05-2011 | Hitnotering: 13-11-2010 t/m 14-05-2011 |
| Week:                                  | 1                                      | 2                                      | 3                                      | 4                                      | 5                                      | 6                                      | 7                                      | 8                                      | 9                                      | 10                                     | 11                                     | 12                                     | 13                                     | 14                                     |
| -------------------------------------- | -------------------------------------- | -------------------------------------- | -------------------------------------- | -------------------------------------- | -------------------------------------- | -------------------------------------- | -------------------------------------- | -------------------------------------- | -------------------------------------- | -------------------------------------- | -------------------------------------- | -------------------------------------- | -------------------------------------- | -------------------------------------- |
| Positie:                               | 11                                     | 2                                      | 7                                      | 9                                      | 7                                      | 12                                     | 9                                      | 5                                      | 5                                      | 8                                      | 15                                     | 18                                     | 14                                     | 11                                     |
| Week:                                  | 15                                     | 16                                     | 17                                     | 18                                     | 19                                     | 20                                     | 21                                     | 22                                     | 23                                     | 24                                     | 25                                     | 26                                     | 27                                     |                                        |
| Positie:                               | 25                                     | 18                                     | 37                                     | 39                                     | 50                                     | 50                                     | 66                                     | 59                                     | 57                                     | 70                                     | 72                                     | 79                                     | 80                                     | uit                                    |

### VlaamseUltratop 50
| Hitnotering: 20-11-2010 t/m 16-04-2011 | Hitnotering: 20-11-2010 t/m 16-04-2011 | Hitnotering: 20-11-2010 t/m 16-04-2011 | Hitnotering: 20-11-2010 t/m 16-04-2011 | Hitnotering: 20-11-2010 t/m 16-04-2011 | Hitnotering: 20-11-2010 t/m 16-04-2011 | Hitnotering: 20-11-2010 t/m 16-04-2011 | Hitnotering: 20-11-2010 t/m 16-04-2011 | Hitnotering: 20-11-2010 t/m 16-04-2011 | Hitnotering: 20-11-2010 t/m 16-04-2011 | Hitnotering: 20-11-2010 t/m 16-04-2011 | Hitnotering: 20-11-2010 t/m 16-04-2011 | Hitnotering: 20-11-2010 t/m 16-04-2011 |
| Week:                                  | 1                                      | 2                                      | 3                                      | 4                                      | 5                                      | 6                                      | 7                                      | 8                                      | 9                                      | 10                                     | 11                                     | 12                                     |
| -------------------------------------- | -------------------------------------- | -------------------------------------- | -------------------------------------- | -------------------------------------- | -------------------------------------- | -------------------------------------- | -------------------------------------- | -------------------------------------- | -------------------------------------- | -------------------------------------- | -------------------------------------- | -------------------------------------- |
| Positie:                               | 6                                      | 1                                      | 1                                      | 1                                      | 1                                      | 1                                      | 2                                      | 2                                      | 2                                      | 6                                      | 6                                      | 7                                      |
| Week:                                  | 13                                     | 14                                     | 15                                     | 16                                     | 17                                     | 18                                     | 19                                     | 20                                     | 21                                     | 22                                     |                                        |                                        |
| Positie:                               | 10                                     | 15                                     | 12                                     | 20                                     | 24                                     | 28                                     | 45                                     | 39                                     | 50                                     | 47                                     | uit                                    |                                        |

Will.i.am · Apl.de.ap · Taboo · Fergie